# 4기 맥심배 입신연승최강전
4기 맥심배 입신연승최강전은 TV 속기전이 참가한 9단(입신)만을 대상으로 대결한 국내 바둑 기전이다. 결승에서는 중국 출신 부부기사 대결로 장주주 九단이 루이나이웨이 九단을 2대 0로 역전 우승을 차지했다.

### 참가자격
- 한국기원 소속 전문기사(9단만이 참가)

## 대국 결과
| 대진        | 연도   | 대국일자  | 승자              | 패자              | 결과             | 기보 |
| ----------- | ------ | --------- | ----------------- | ----------------- | ---------------- | ---- |
| 제1국       | 2002년 | 9월 6일   | 장수영 九단       | 강훈(大) 九단     | 308수 흑 3집반승 |      |
| 제9국       | 2002년 | 11월 6일  | 장주주 九단       | 노영하 九단       | 211수 흑 불계승  |      |
| 제10국      | 2002년 | 11월 13일 | 장주주 九단       | 서봉수 九단       | 181수 흑 불계승  |      |
| 제12국      | 2002년 | 11월 6일  | 루이나이웨이 九단 | 유창혁 九단       | 216수 백 6집반승 |      |
| 결선전      | 2002년 | 12월 4일  | 루이나이웨이 九단 | 서능욱 九단       | 249수 흑 불계승  |      |
| 결선 준결승 | 2002년 | 12월 11일 | 루이나이웨이 九단 | 정수현 九단       | 170수 백 불계승  |      |
| 결선 준결승 | 2002년 | 12월 11일 | 장주주 九단       | 장수영 九단       | 147수 흑 불계승  |      |
| 결승 1국    | 2002년 | 12월 28일 | 장주주 九단       | 루이나이웨이 九단 | 214수 백 불계승  |      |
| 결승 2국    | 2003년 | 1월 12일  | 장주주 九단       | 루이나이웨이 九단 | 147수 흑 불계승  |      |
| 결승 3국    | 2003년 | 1월 일    |                   |                   |                  |      |